# Crocidura manengubae
Crocidura manengubae is een spitsmuis uit het geslacht Crocidura die voorkomt in de hooglanden van Bamenda, Adamaoua en Yaoundé in Kameroen. Daar leeft hij in bergregenwouden. De soort is verwant aan Crocidura littoralis en Crocidura maurisca.
C. manengubae is een kleine soort met lange schedel en een staart zonder verlengde haren. De vacht is donker grijsbruin, aan de onderkant wat lichter dan aan de bovenkant. De staart en ledematen zijn donkerbruin. Voor het holotype en een paratype bedraagt de kop-romplengte respectievelijk 87 en 77 mm, de staartlengte 61 en 62 mm, de achtervoetlengte 16 en 16 mm, de oorlengte 11 en 9 mm en het gewicht 15 en 13 g.